# Policiklični aromatični ugljovodonik
Policiklični aromatični ugljovodonici (PAH, poliaromatični ugljovodonici) su ugljovodonična—organska jedinjenja koja sadrže samo ugljenik i vodonik — koja se sastoje od višestrukih aromatičnih prstenova (organski prstenovi u kojima su elektroni delokalizovani). Formalno se ova klasa dalje definiše kao grupa molekula koji nemaju dodatne razgranavajuće supstituents na prstenovima. Polinuklearni aromatični ugljovodonici (PNA) su podskup PAH koji imaju stopljene aromatične prstenove, drugim rečima prstenove koji dele jenu ili više strana. Najjednostavnijji takav molekul je naftalin sa dva aromatična prstena, a jedinjenja sa tri prstena su antracen i fenantren.
PAH molekuli su neutralni i nepolari. Oni se nalaze u naslagama uglja i katrana. Oni isto tako nastaju putem nepotpunog sagorevanja organskih materija (e.g., u mašinama i pećima, kad biomasa sagoreva u šumskim požarima, etc.).
PAH molekuli su izobilni u svemiru, i smatra se da su formirani rano tokom prvih par milijardi godina nakon Velikog praska, u skladu sa formiranjem novih zvezda i ekzoplaneta. Pojedine studije sugerišu da PAH sačinjavaju značajan procenat svog ugljenika u svemiru, i PAH molekuli se razmatraju kao mogući početni materijali za abiologške sinteze materijala koji su neophodni za najranije forme života.

## Nomenklatura, struktura, osobine

### Nomenklatura i struktura
Triciklične vrste, fenantren i antracen, predstavljaju početne članove PAH grupe. Manji molekuli, kao što je benzen, ne pripadaju PAH grupi, i generalno se smatra da ova grupa ne sadrži heteroatome i da ne nosi supstituente.
PAH molekuli sa peto ili šestočlanim prstenovima su najčešći. Oni koji se sastoje samo od šestočlanih prstenova se nazivaju alternantnim PAH molekulima, što obuhvata benzenoidne PAH.
Ovo su primeri PAH molekula sa različitim brojem i uređenjem prstenova:
- Primeri PAH jedinjenja
- Antracen
- Fenantren
- Tetracen
- Hrizen
- Trifenilen
- Piren
- Pentacen
- Benzo[a]piren
- Koranulen
- Benzo[ghi]perilen
- Koronen
- Ovalen
- Benzo[c]fluoren

## Geometrija
Većina PAH-ova, poput naftalena, antracena i koronena, su ravne. Ova geometrija je posledica činjenice da se sigma-veze, koje nastaju spajanjem sp2 hibridnih orbitala susednih ugljenika, nalaze u istoj ravni kao i atom ugljenika. Ti spojevi su ahiralni, pošto je ravan molekula ravan simetrije.
U retkim slučajevima, PAH-ovi nisu ravni. U nekim slučajevima, neravnost može biti uslovljena topologijom molekula i čvrstoćom (u dužini i uglu) veza između ugljenika. Na primer, za razliku od koronena, koranulen poprima oblik zdjele kako bi se smanjio stres veze. Dve moguće konfiguracije, konkavna i konveksna, razdvojene su relativno niskom energetskom barijerom (oko 11 kcal/mol).
Teorijski, postoje 51 strukturna izomera koronena koji imaju šest spojenih benzenskih prstenova u cikličnom nizu, pri čemu su dva rubna ugljenika deljena između uzastopnih prstenova. Svi oni moraju biti neravni i imati znatno veću energiju vezivanja (izračunatu na najmanje 130 kcal/mol) od koronena; i, do 2002. godine, nijedan od njih nije bio sintetizovan.
Drugi PAH-ovi koji bi mogli izgledati ravno, gledajući samo ugljenični skelet, mogu biti izobličeni usled odbojnosti ili steričke smetnje između vodonikovih atoma na njihovoj periferiji. Benzo[c]fenantren, sa četiri spojena prstena u obliku "C", ima blagu heliksalnu distorziju zbog odbojnosti između najbližeg para vodonikovih atoma u dva krajnja prstena. Ovaj efekat takođe uzrokuje distorziju pikena.
Dodavanjem još jednog benzenskog prstena za formiranje dibenzo[c,g]fenantrena stvara steričku smetnju između dva krajnja vodonikova atoma. Dodavanje još dva prstena u istom smislu daje heptahelicensku strukturu u kojoj se dva krajnja prstena preklapaju. Ovi neravni oblici su hiralni, i njihovi enantiomeri mogu biti izolovani.

## Spoljašnje veze
- ATSDR - Toxicity of Polycyclic Aromatic Hydrocarbons (PAHs) Архивирано на веб-сајту  (30. мај 2020) U.S. Department of Health and Human Services
- Fused Ring and Bridged Fused Ring Nomenclature
- Database of PAH structures
- Cagliari PAH Theoretical Database
- NASA Ames PAH IR Spectroscopic Database
- National Pollutant Inventory: Polycyclic Aromatic Hydrocarbon Fact Sheet
- Understanding Polycyclic Aromatic Hydrocarbons Архивирано на веб-сајту  (23. јун 2006) NASA Spitzer Space Telescope
- Astrobiology magazine Архивирано на веб-сајту  (29. септембар 2007) Aromatic World An interview with Professor Pascale Ehrenfreund on PAH origin of life. Accessed June 2006
- Oregon State University Superfund Research Center focused on new technologies and emerging health risks of Polycyclic Aromatic Hydrocarbons (PAHs)
- Polycyclic Aromatic Hydrocarbons (PAHs)--EPA Fact Sheet. U.S. Environmental Protection Agency, Office of Solid Waste, January 2008.